# Saint-Août
Saint-Août – miejscowość i gmina we Francji, w Regionie Centralnym, w departamencie Indre.
Według danych na rok 1990 gminę zamieszkiwało 786 osób, a gęstość zaludnienia wynosiła 15 osób/km² (wśród 1842 gmin Regionu Centralnego Saint-Août plasuje się na 495. miejscu pod względem liczby ludności, natomiast pod względem powierzchni na miejscu 70.).